# Rapning
Rapning uppstår när luft som samlats i magsäcken från födointag och vätskeintag frigörs uppåt genom strupen och gör en ljudlig utgång genom munnen. Att rapa anses i vissa länder vara mindre lämpligt i sällskap med andra människor, även om det är naturligt. Om man lider av hur mycket man rapar  så rekommenderas man att uppsöka en vårdcentral då det även kan vara ett symtom på sjukdomar i mag- och tarmkanalen..